# Scirpus ternatanus
Scirpus ternatanus là loài thực vật có hoa trong họ Cói. Loài này được Reinw. ex Miq. miêu tả khoa học đầu tiên năm 1856.